# Абакумовка (Красноярский край)
Абакумовка — деревня в Иланском районе Красноярского края. Входит в состав Новониколаевского сельсовета.

## История
Основано в 1906 году. В 1926 году состояло из 84 хозяйств, основное население — русские. Центр Абакумовского сельсовета Амонашевского района Канского округа Сибирского края.

## Население
| 1926 | 2010 |
| ---- | ---- |
| 460  | ↘6   |